# Words of 雪之丞
『Words of 雪之丞』（ワーズ オブ ゆきのじょう）は、作詞家・森雪之丞のトリビュート・アルバム。2006年4月26日にSPEEDSTAR RECORDSから発売。

## 解説
森雪之丞が所属する事務所アミューズの後輩であるポルノグラフィティをはじめ、CHEMISTRYや柴咲コウら超大物アーティスト10組が参加。
東京スカパラダイスオーケストラの谷中敦をプロデューサーに迎えて制作された。
ボーナス・トラックに、森がかつて組んでいたバンド「南無」音源を収録。

## 収録曲
表記は「曲名 / カバーアーティスト」の形である。タイアップは原曲のもの。
1. POISON / ポルノグラフィティ
  - 原曲：布袋寅泰（1995年）
  - 森は、このトリビュートの企画が持ち上がった時、真っ先に「POISON」をポルノグラフィティが歌っている絵が浮かんだという[2]。
2. 遊びにきてね / 柴咲コウ meets sugiurumun
  - 原曲：PSY・S（1990年）
  - 音楽の中でシュールな世界観をどこまで構築できるかという挑戦的な歌詞をリメイクできるのは、圧倒的な“個”でありながら、“世界すべて”にも成り得る女神、柴咲コウしかいないと思ったと語っている[3]。
3. EYES LOVE YOU / SONIC STORAGE feat. KOHSHI from FLOW
  - 原曲：hide（1993年）
  - SONIC STRORAGEは、I.N.A、KAZのユニット。
4. 月の舟 / CHEMISTRY
  - 原曲：池田聡（1988年）
5. 青空 / RYOJI from ケツメイシ feat. 高橋幸宏
  - 原曲：高橋幸宏（1994年）
6. 悲しみよこんにちは / つじあやの
  - 原曲：斉藤由貴（1986年）
  - ウクレレだけをバックに、つじが可憐に歌いあげるヴァージョン[4]。
7. 天使の遺言 / 斉藤和義
  - 原曲：早川義夫（2000年）
  - 本作の中で、唯一シングルリリースがされていない[5]。
  - 森が多大な影響を受けたバンド「ジャックス」のボーカル・早川がソロ活動に復帰したあと詞を依頼され感激と緊張と興奮の中で書きあげた[5]。
8. 君たちキゥイ・パパイア・マンゴーだね / BONNIE PINK meets Mansfield
  - 原曲：中原めいこ（1984年）
9. 愛をちょうだい / Fever The Quarter （shogo from 175R　&　takuya from ROBOTS）
  - 原曲：VANILLA（1995年）
10. ダイヤモンド・ダスト / 大黒摩季
  - 原曲：氷室京介（1999年）
  - フジテレビ系ドラマ「氷の世界」主題歌。
11. 熟したトマト / 南無
  - ボーナス・トラック（1971年 自主制作）
  - 1971年、17歳の森がバンド「南無」のボーカリストとして初レコーディングした曲。コンパクト盤で100枚のみ自費制作した森の原点というべき音源。